# 山の下町
山の下町（やまのしたまち）は、新潟県新潟市東区の町字。丁番を持たない単独町名であり、住居表示実施済み区域。郵便番号は950-0057。

## 概要
1964年（昭和39年）から現在の町名。もとは東青葉町、南青葉町、山ノ下通1町名から4丁目、末広通1町名から4丁目、青葉町の区域の各一部。かつて新潟市で最も早く造られた市営住宅があった。

### 隣接する町字
北から東回り順に、以下の町字と隣接する。
- 臨港
- 臨港町
- 桃山町
- 北葉町
- 古川町
- 古湊町
- 神明町

## 歴史
- 1964年（昭和39年） : 東青葉町、南青葉町、山ノ下通1町名から4丁目、末広通1町名から4丁目、青葉町の区域の各一部から分立して成立。
- 2007年（平成19年）4月1日 : 新潟市の政令指定都市移行により、東区の大字となる。

## 世帯数と人口
2018年（平成30年）1月31日現在の世帯数と人口は以下の通りである。
| 町丁     | 世帯数  | 人口  |
| -------- | ------- | ----- |
| 山の下町 | 468世帯 | 980人 |

## 小・中学校の学区
市立小・中学校に通う場合、学区は以下の通りとなる。
| 番地 | 小学校               | 中学校               |
| ---- | -------------------- | -------------------- |
| 全域 | 新潟市立山の下小学校 | 新潟市立山の下中学校 |

## 主な企業・施設
- 新潟市立山の下小学校